# كوراكس
كوراكس السيراكيوسي (القرن 5 ق.م) معلم سفسطائي إغريقي، يُعد مؤسسًا لفن الخطابة، فهو أول من صاغ قواعد لمخاطبة الجمهور، وذلك خلال ابتكاره طريقة تساعد المواطنين العاديين أن يترافعوا أمام القضاء بأسلوب مؤثر وبليغ، وتخلّد إسهامه في الخطابة حين وصف الشكل الصحيح للدعاوى القضائية، وألف كتاب «فن الخطابة» في منتصف القرن الخامس قبل الميلاد، الذي أشار فيه إلى أن الخطبة يجب أن تضم عناصر أساسية وهي المقدمة، السرد، المناقشات، الملاحظات الثانوية، والخلاصة.